# BitTorrent Open Source License
BitTorrent Open Source Licenseは、Jabber Open Source Licenseをベースとしたオープンソースライセンスである。これはOpen Source Initiative（OSI）によって承認されたライセンスである。旧バージョンのBitTorrentクライアント（バージョン6.0以前）および関連ソフトウェアは本ライセンスの下でライセンスされている。
BitTorrent Open Source Licenseの注目すべき側面は、商標ライセンスを付与していない点である。「BitTorrent」という商標は BitTorrent Inc. によって所有されており、「Trademark Use Guidelines」によって管理されている。

## オープンソースに関する主張
本ライセンスは OSI によって承認されたライセンスをベースとしているが、本ライセンス自体は承認されていない。さらに、Jabberライセンスの承認済みバージョンは、その著者によってもはや使用も推奨もされていない。
フリーソフトウェア財団は、このライセンスを自由ソフトウェアライセンスであると見なしているが、GNU General Public Licenseとは互換性がないとしている。